# غاريت ديفيس
غاريت ديفيس (بالإنجليزية: Garrett Davis) هو محامي وسياسي أمريكي، ولد في 10 سبتمبر 1801 في الولايات المتحدة، وتوفي في 22 سبتمبر 1872 في نفس البلد. حزبياً، نشط في حزب اليمين والحزب الديمقراطي. وقد انتخب عضو مجلس النواب الأمريكي وانتخب عضو مجلس الشيوخ الأمريكي.